# Airavata

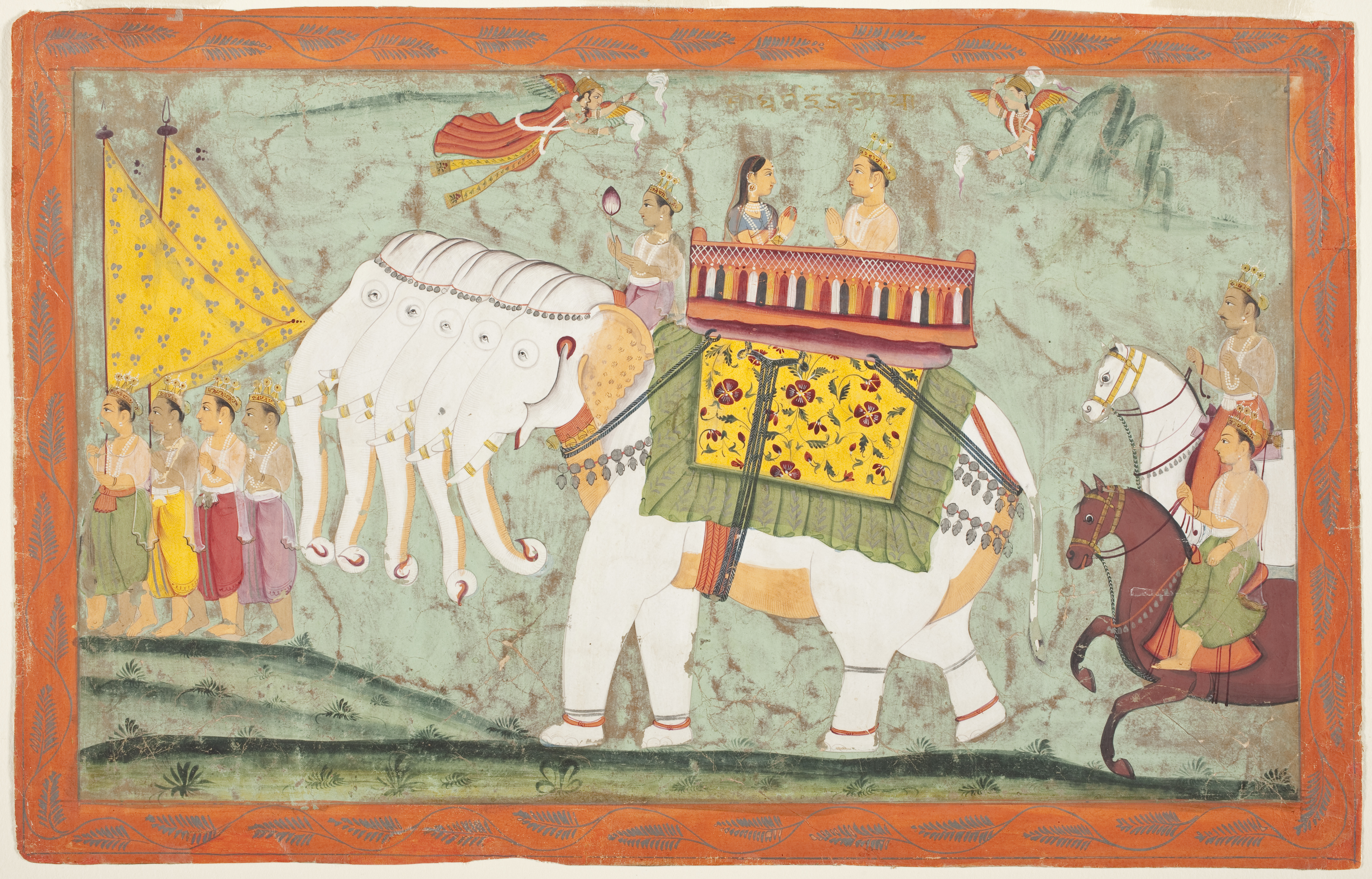
Indra (Sakra) e Sachi cavalcano l'elefante divino a cinque teste Airavata, foglio di un testo giainista, Panchakalyanaka, circa 1670-1680, esposto presso il museo LACMA

Airavata (ऐरावत) è un elefante bianco mitologico che trasporta il dio hindu Indra. Viene chiamato anche 'Ardha-Matanga', che significa "elefante delle nuvole", 'Naga-malla', ovvero "l'elefante combattente" e 'Arkasodara', ovvero "fratello del sole". Abharamu è l'elefantessa moglie di Airavata. Airavata ha quattro zanne e sette proboscidi, ed è di un bianco immacolato. È noto come Airavatam in lingua tamil ed Erawan in lingua thailandese.

## Nelle tradizioni hindu

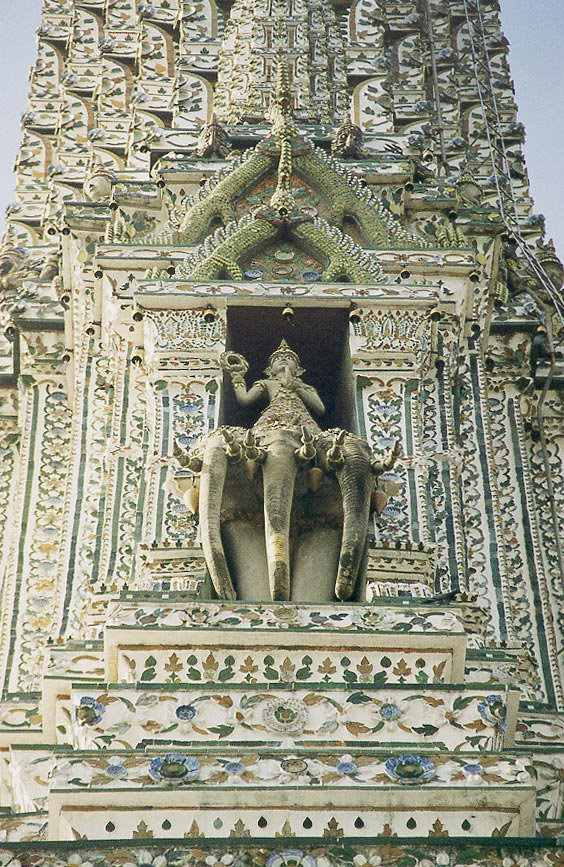
Dettaglio del Phra Prang, la torre centrale del Wat Arun, raffigurante Indra sull'elefante a tre teste Erawan

Secondo il Ramayana, la madre dell'elefante era Iráváti. Secondo il Matangalila, Airavata nacque quando Brahmā cantò i sacri inni sopra le metà dei gusci d'uovo che Garuḍa aveva covato, seguito da altri sette maschi e e da otto femmine. Prithu rese Airavata re di tutti gli elefanti. Uno dei suoi nomi significa "colui che tesse le nuvole", dato che secondo il mito sarebbe in grado di produrre le nuvole. Il legame di Airavata con acqua e pioggia è enfatizzato nella mitologia di Indra, che lo cavalca quando sconfigge Vṛtra. Questo potente elefante immerge la propria proboscide nel mondo sotterraneo, ne succhia l'acqua e la vaporizza creando le nuvole, che poi Indra usa per causare le piogge, unendo così le acque del cielo a quelle del sottosuolo.
Airavata si trova anche all'entrata di Svarga, il palazzo di Indra. Inoltre le otto divinità guardiane che presiedono i punti cardinali della rosa dei venti, siedono ognuna su un elefante, che prende parte alla difesa ed alla protezione della relativa zona. Il loro capo è l'Airavata di Indra. C'è un riferimento ad Airavata nel Bhagavadgita.
A Dharasuram, vicino a Thanjavur, si trova il tempio di Airavatesvara, in cui si crede che Airavata venerasse il Linga. Il tempio, il cui nome significa Linga di Airavata, abbonda di rare sculture ed opere architettoniche e fu costruito da Rajaraja Chola II, sovrano dell'impero Chola nel sud dell'India tra il 1146 ed il 1173 d.C.

## Erawan

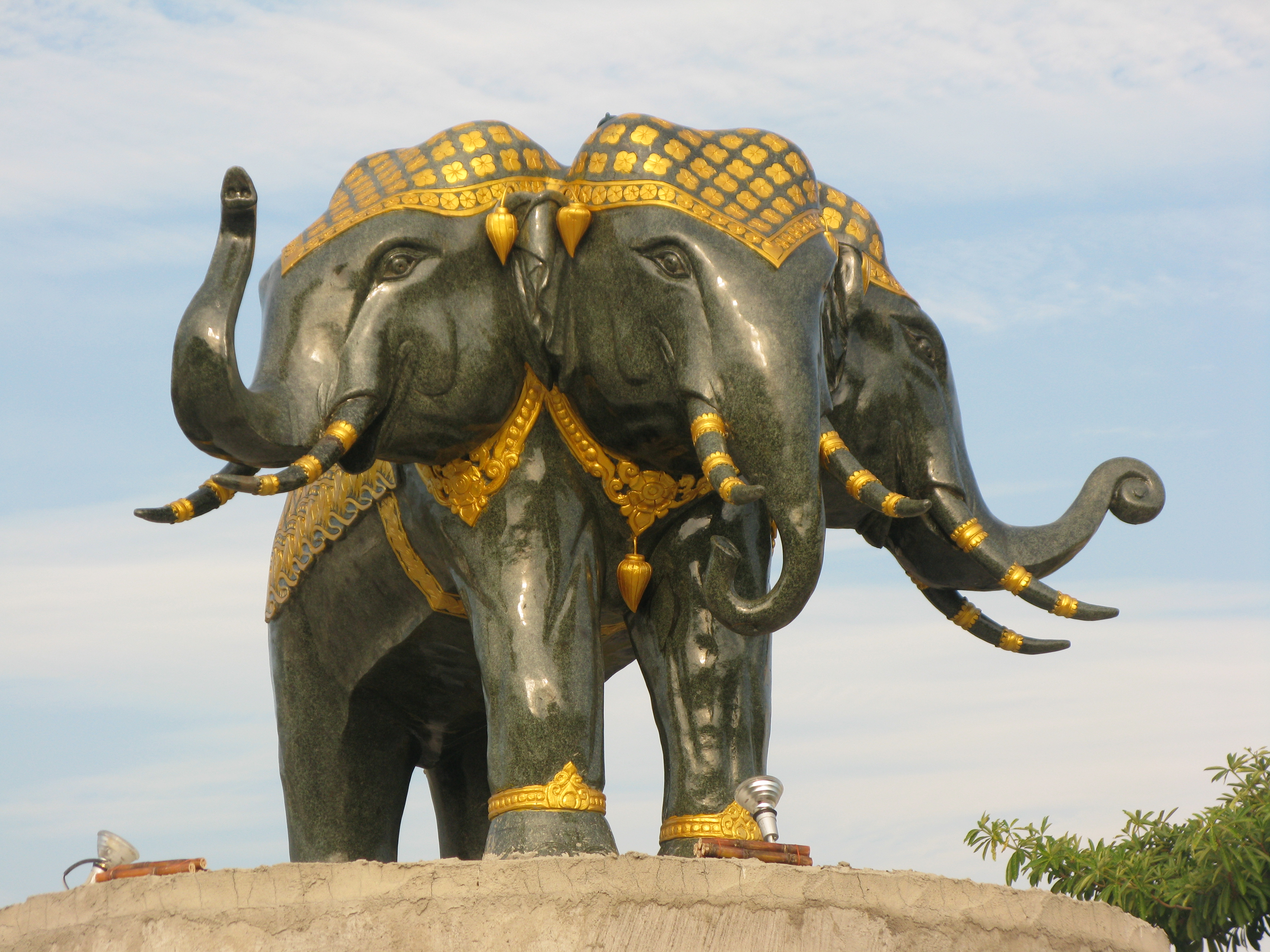
Statua di Erawan a Chiang Mai, Thailandia

Erawan (thai: เอราวัณ) è il nome in thai ed in lao di Airavata. È descritto come un elefante enorme con tre (o a volte 33) teste, spesso raffigurate con più di due proboscidi. Alcune statue mostrano il dio hindu Indra mentre cavalca Erawan. Viene a volte associato al vecchio regno lao di Lan Xang (lett.: un milione di elefanti) ed al defunto Regno del Laos, i cui emblemi reali raffiguravano Erawan, più comunemente noto come "L'elefante a tre teste".

## Nella cultura di massa
Airavata è uno dei personaggi del videogioco Devil Survivor.
Airavata viene citato nella canzone The Animal Tent nell'album The Circus dei The Venetia Fair.

## Bandiere raffiguranti Airavata
Laos

widths=200px
Bandiera del Laos francese (1893-1952)
Bandiera del Laos (1952-1975)
Bandiera reale laotiana (1952-1975)

Siam (Thailandia)

widths=200px
"Thong Aiyarapot" (ธงไอยราพต) Stendardo reale (1855-1891 & 1897-1910)
"Thong Chudhathipathai" (ธงจุฑาธิปไตย) Stendardo reale (1891 - 1897)